# Borghetto di Vara
Borghetto di Vara (im Ligurischen: Borgheto) ist eine italienische Gemeinde mit 881 Einwohnern (Stand 31. Dezember 2023) in der Region Ligurien. Politisch gehört sie zu der Provinz La Spezia.

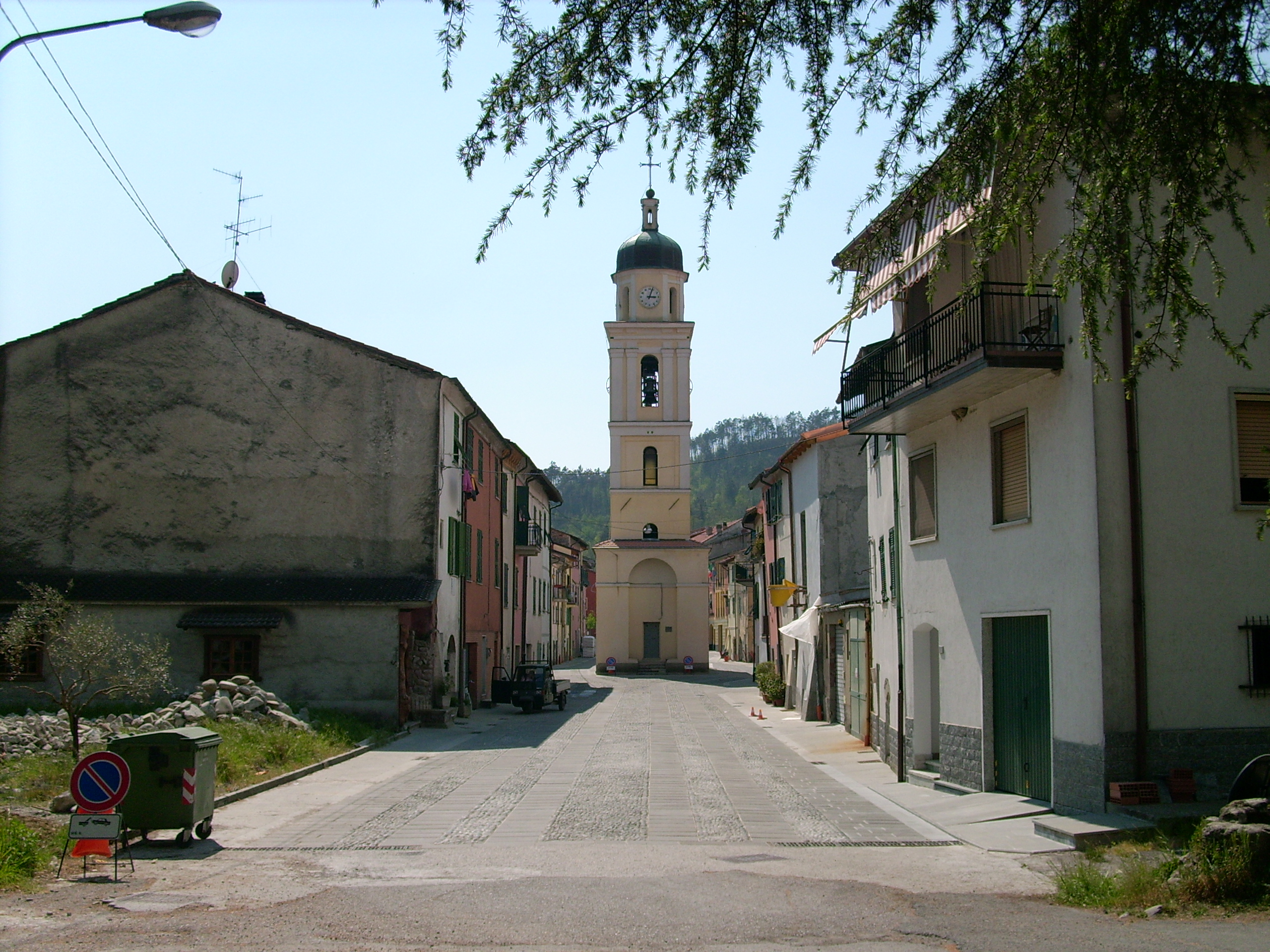
Der Dorfkern von Borghetto di Vara

## Geographie
Das Gemeindeterritorium liegt in einer Talsohle bei der Mündung des Pogliaschino in den Fluss Vara. Borghetto di Vara gehört zu der Comunità Montana della Media e Bassa Val di Vara und liegt außerdem im Naturpark Montemarcello-Magra.

## Gemeindepartnerschaften
Borghetto di Vara unterhält zu folgenden Gemeinden eine Partnerschaft:
- Schneckenlohe, Deutschland, seit 1993